# Barbora Klímová
Barbora Klímová (* 18. září 1977 Brno) je vizuální a konceptuální  umělkyně, performerka a kurátorka.  Absolvovala Střední školu umění a designu v Brně a Fakultu výtvarných umění Vysokého učení technického tamtéž. Je laureátkou Ceny Jindřicha Chalupeckého za rok 2006.
Působí jako vedoucí Ateliéru environmentu Fakulty výtvarných umění VUT Brno. V roce 2018 se habilitovala projektem Navzájem (soubor prací na základě archivů a spolupráce s vybranými umělci generace 70.–80. let 20. století). V roce 2025 byla jmenována profesorkou.

## Studijní pobyty
- Winchester School of Art (VB, 2001)
- University Southampton (VB, 2001)
- Hungarian University of Craft and Design (Budapešť, Maďarsko, 2002)
- Koninklijke Akademie van Beeldende Kunsten (Haag, Nizozemsko, 2003)
- HISK (Antverpy, Belgie, 2005)

## Výstavy
- Galerie Čech a Němec (Brno, 1999)
- Moravská galerie (Brno, 2005)
- Dům umění města Brna (Brno, 2006, výstava finalistů Ceny Jindřicha Chalupeckého)

## Cena Jindřicha Chalupeckého
V roce 2006 zvítězila ve finále Ceny Jindřicha Chalupeckého se svými performance. Jsou to performance pěti českých performerů ze sedmdesátých a osmdesátých let, které přenesla do současnosti. Projektu dala název Replaced. Například zasadila květinu do otvoru po dlažební kostce u brněnského nákupního centra Nový Špalíček, nocovala přes noc na stromě na Moravském náměstí v Brně, ležela mezi lidmi hlavou k zemi a také se snažila seznámit se s mužem.